# Даниил (Хорьятакис)
Митрополи́т Дании́л (греч. Μητροπολίτης Δανιήλ в миру Дими́триос Хорьята́кис (греч. Δημήτριος Χωριατάκης; 1921, Вати, Северные Эгейские острова — 9 ноября 2003) — епископ Иерусалимской православной церкви, митрополит Фаворский (1981—2003).

## Биография
В 1940 году прибыл в Иерусалим. В 1943 году был пострижен в монашество с именем Даниил.
В 1945 году был рукоположен в сан иеродиакона, а в 1947 году — в сан иеромонаха. В 1952 году был возведён в достоинство архимандрита.
15 марта 1981 года был рукоположен в сан архиепископа Фаворского и 11 ноября 1991 года возведён в достоинство митрополита.
Скончался 9 ноября 2003 года.